# فابيان بوستوس
فابيان بوستوس (بالإسبانية: Fabián Bustos) هو لاعب كرة قدم ومدرب كرة قدم أرجنتيني، ولد في 28 مارس 1969 في بوينس آيرس في الأرجنتين. لعب مع سوسيداد ديبورتيفو كيتو ونادي خورخي ويلسترمان.